# Ain't It Fun (Dead Boys)
Ain't It Fun è una canzone della punk rock band statunitense Dead Boys, presente nel loro secondo album We Have Come for Your Children del 1978.
Scritta originariamente da Gene O'Connor (più tardi conosciuto come Cheetah Chrome) e Peter Laughner con la band Rocket from the Tombs, la canzone fu poi suonata come cover dai Guns N' Roses per il loro album di cover The Spaghetti Incident? nel 1993; venne anche pubblicata come singolo e fu inclusa nel loro Greatest Hits nel 2004. Quando i Rocket from the Tombs si riunirono nel 2003, registrarono la canzone e la pubblicarono nel loro album Rocket Redux. Anche la Rollins Band suonò la canzone per il loro album A Nicer Shade of Red.

## Formazione
- Axl Rose – voce
- Slash – chitarra solista
- Gilby Clarke – chitarra ritmica, cori
- Duff McKagan – basso, cori
- Dizzy Reed – tastiera, cori
- Matt Sorum – batteria

## Classifiche
| Classifica (1993)             | Posizione massima |
| ----------------------------- | ----------------- |
| Belgio (Fiandre)              | 26                |
| Finlandia                     | 15                |
| Germania                      | 34                |
| Irlanda                       | 14                |
| Italia                        | 19                |
| Norvegia                      | 3                 |
| Nuova Zelanda                 | 36                |
| Paesi Bassi                   | 22                |
| Regno Unito                   | 9                 |
| Stati Uniti (mainstream rock) | 8                 |
| Svezia                        | 5                 |
| Svizzera                      | 15                |